# Тикадлув
Тикадлув (пол. Tykadłów) — село в Польщі, у гміні Желязкув Каліського повіту Великопольського воєводства.
Населення — 368 осіб (2011).
У 1975-1998 роках село належало до Каліського воєводства.

## Демографія
Демографічна структура станом на 31 березня 2011 року:
|          | Загалом | Допрацездатний вік | Працездатний вік | Постпрацездатний вік |
| -------- | ------- | ------------------ | ---------------- | -------------------- |
| Чоловіки | 192     | 33                 | 138              | 21                   |
| Жінки    | 176     | 24                 | 109              | 43                   |
| Разом    | 368     | 57                 | 247              | 64                   |